# St. Johannes Baptista (Reinsdorf)

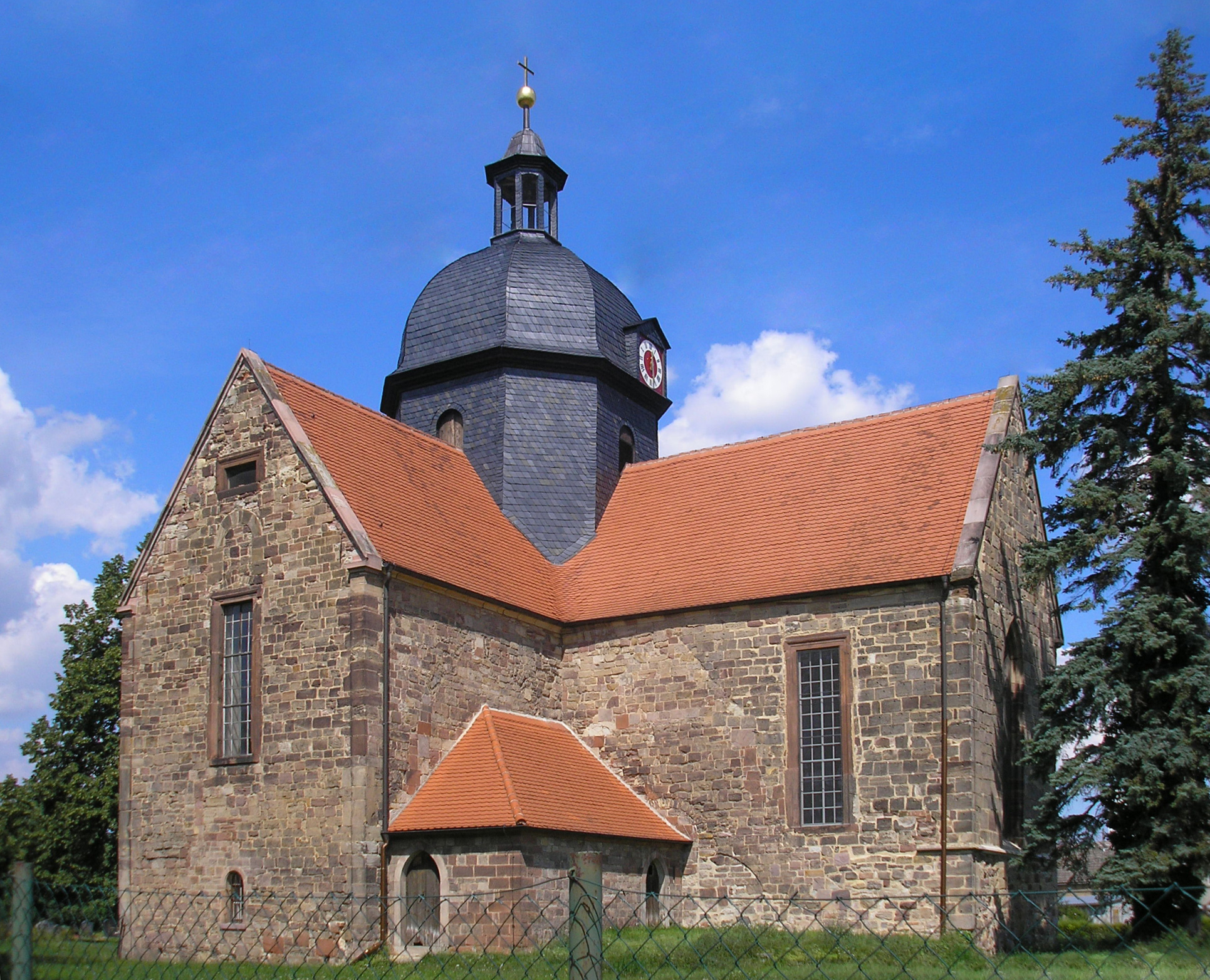
Die Kirche in Reinsdorf

Die evangelische Kirche St. Johannes Baptista in Reinsdorf, einem Ortsteil der Stadt Nebra (Unstrut) im Burgenlandkreis in Sachsen-Anhalt steht unter Denkmalschutz und ist mit der Erfassungsnummer 094 83956 im Denkmalverzeichnis des Landes registriert.

## Geschichte
Die heutige evangelische Kirche ist die ehemalige Klosterkirche eines Benediktinerklosters und befindet sich westlich, außerhalb des Ortes. Auf Veranlassung von Wiprecht von Groitzsch und Bischof Otto von Bamberg wurde zwischen den Jahren 1121 und 1124 das Kloster von Vitzenburg nach Reinsdorf verlegt. Aus den Jahren 1127, 1135 und 1206 existieren überlieferte Weihen der Klosterkirche.

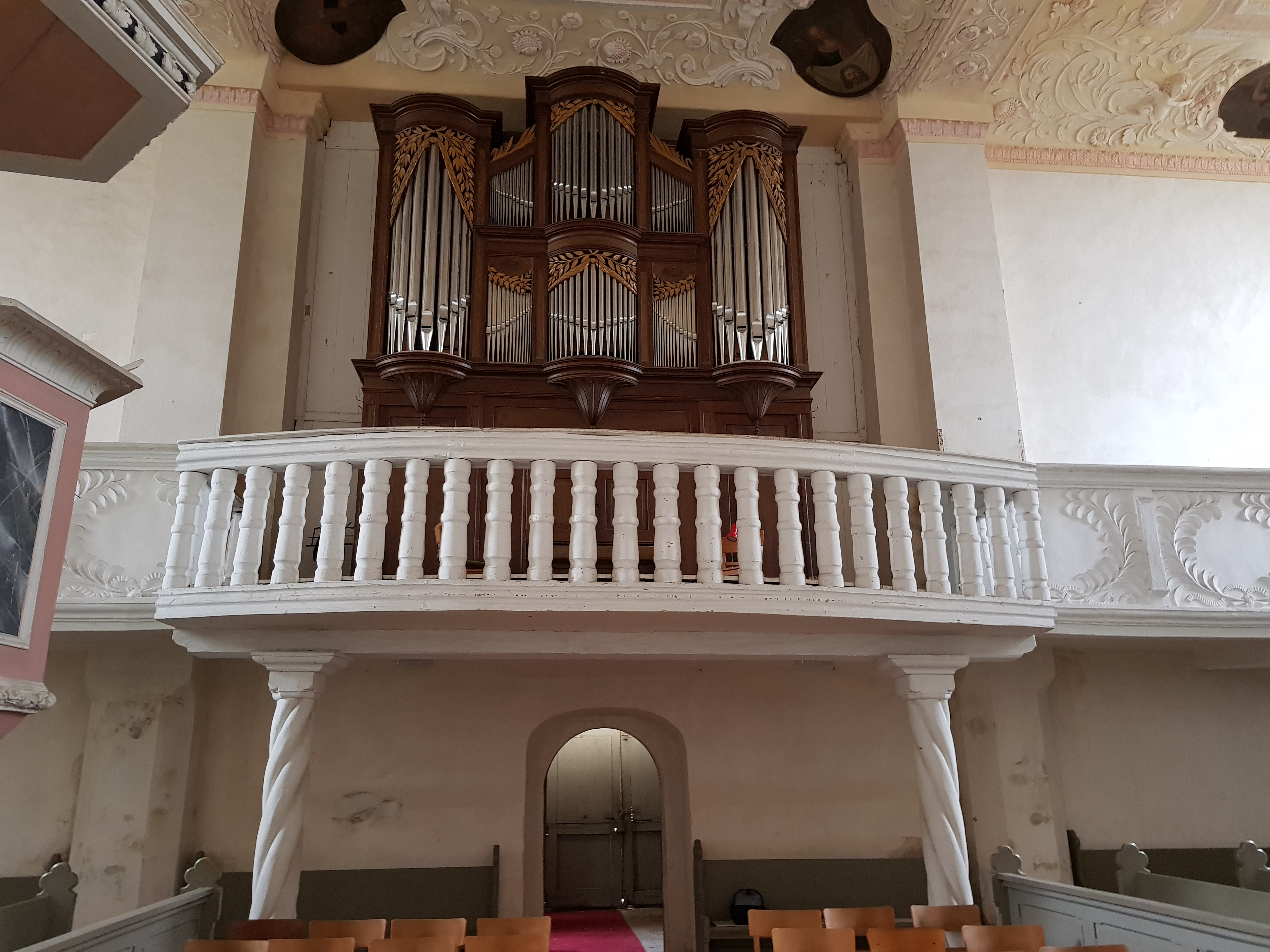
Blick zur Orgel

## Beschreibung

### Gebäude

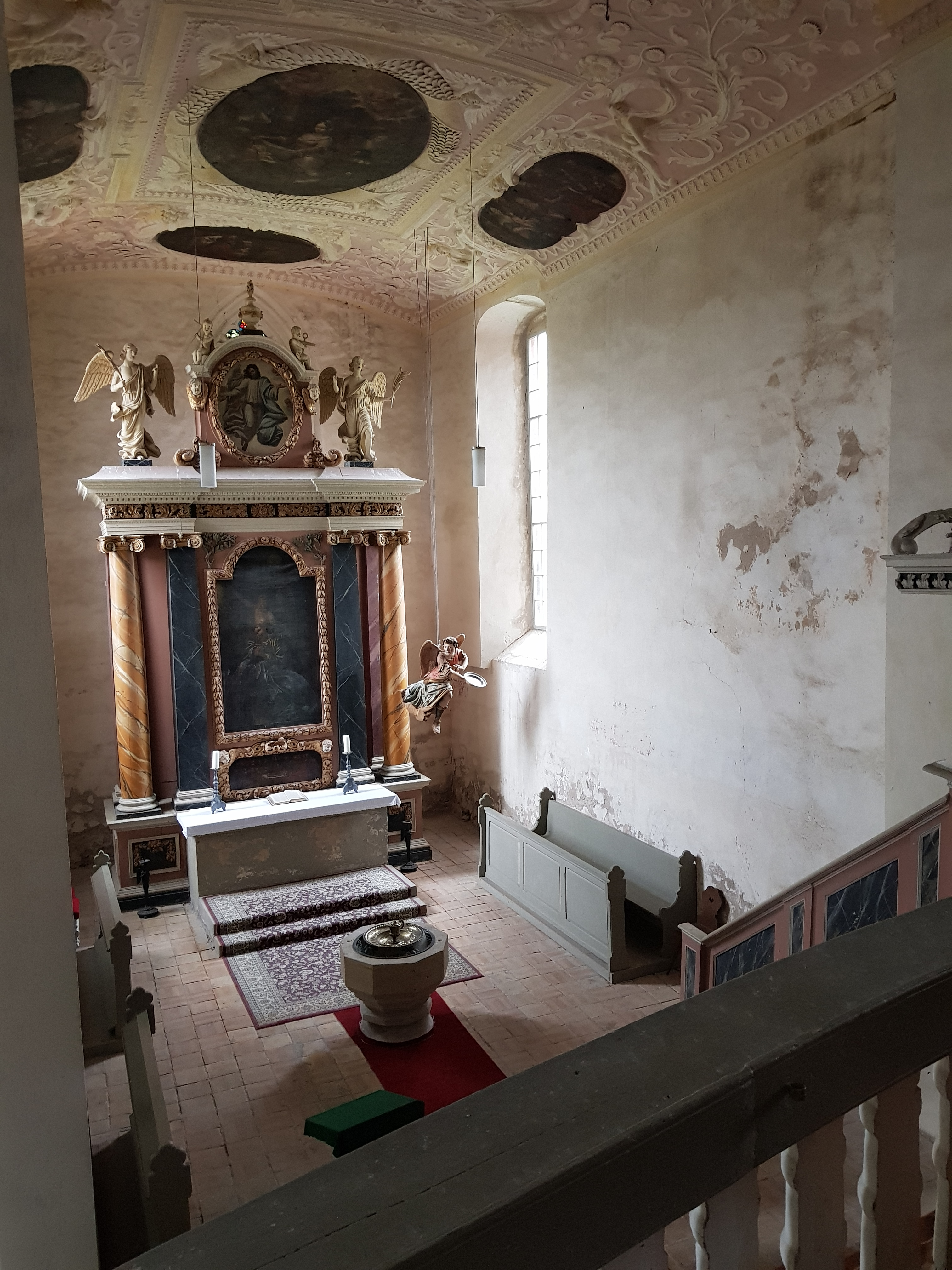
Blick in den Innenraum zum Altar

Von der vermutlich 1135 fertiggestellten dreischiffigen Basilika mit Querhaus und Chor sind die Ostteile erhalten. Diese wurde gegen Ende des 17. Jahrhunderts zur evangelischen Pfarrkirche umgebaut. Bereits im 14. Jahrhundert erfolgte eine gotische Verlängerung des Chors. Dies ist an dem in seiner Ostwand befindlichen großes Maßwerkfenster und Kaffgesims sichtbar, das sich noch etwa zwei Meter an den Chorseitenwänden fortsetzt. Die Ecken der Kreuzarme werden durch Lisenen eingefasst. In der Vermauerung ihrer Westseiten sind rundbogige Arkaden zu den Seitenschiffen erkennbar, die abgeschrägten Kämpfer sind erhalten geblieben, die Kämpfer der Vierungspfeiler wurden abgeschlagen. Im südlichen Kreuzarm wurden die Reste mit Palmetten- und Schachbrettfriesen vermauert. Die Vierungsbögen wurden ausgebrochen. 
In der Westwand des nördlichen Kreuzflügels befindet sich ein rundbogiges Portal, in das ein größeres Tympanon versetzt ist. Dieses stammt möglicherweise vom ehemaligen Hauptportal der Klosterkirche und wird auf die Zeit um 1200 und die Weihe im Jahr 1206 datiert. In seiner Mitte befindet sich die Halbfigur Maria mit dem Kinde zwischen einem knienden Bischof mit Kirchenmodell links, und dem Engel Gabriel rechts. Daneben befindet sich die Halbfigur eines Mönchs, die vermutlich den ersten Abt des Klosters darstellen soll. Im Bogenfeld befindet sich eine umlaufende Inschrift. 
Vom Umbau im 17. Jahrhundert stammen die westliche Vorhalle mit einem von Pilastern gerahmten und übergiebelten Portal, die Sakristei an der Nordseite des Chors mit der ehemaligen Herrschaftsloge in deren Obergeschoss und der achtseitige Turm mit Kuppel und Laterne. Dieser befindet sich über der ursprünglichen Vierung des Bauwerks. Auch die rechteckigen Fenster der Kirche stammen aus dieser Zeit.

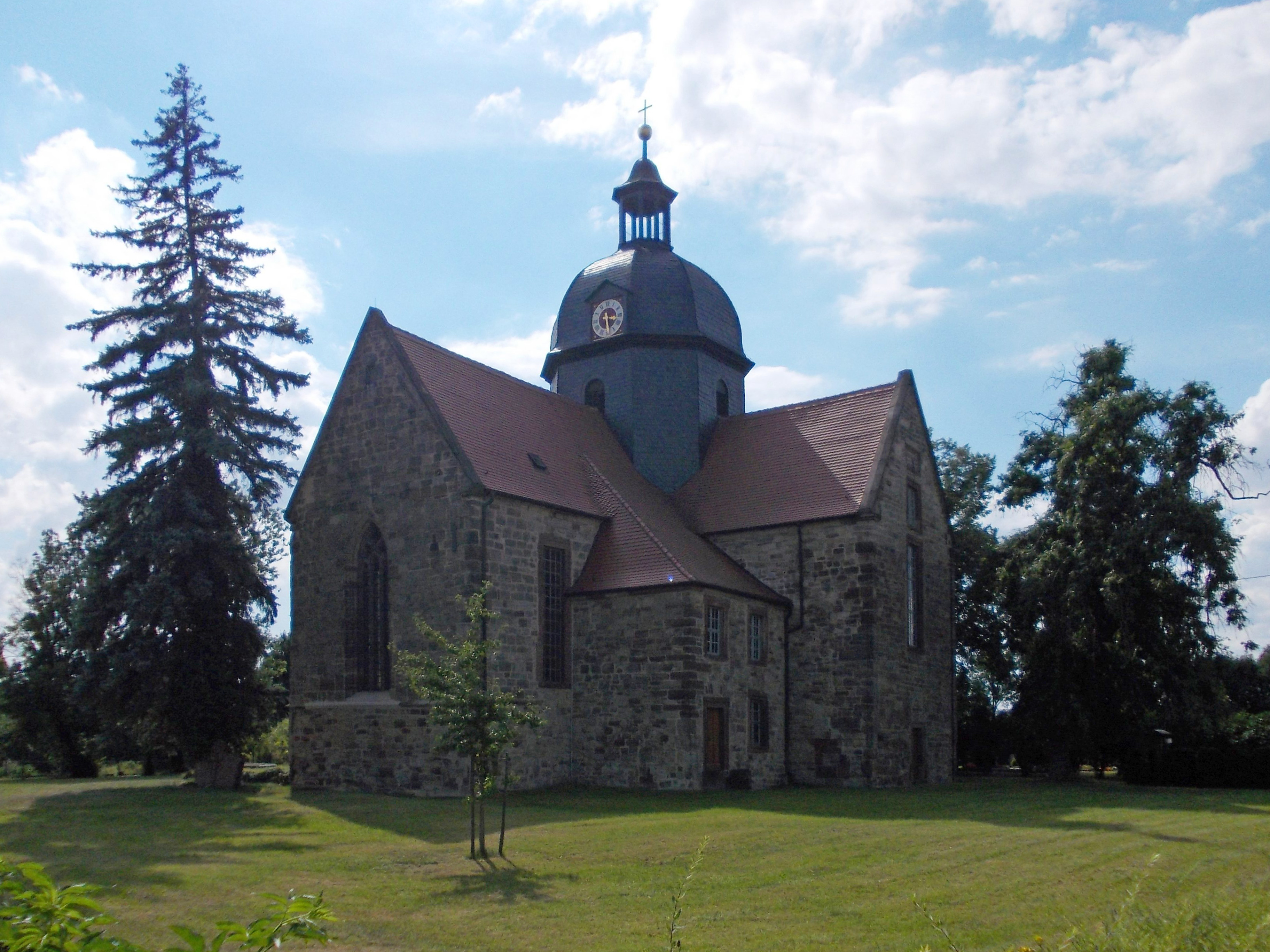
Ehemalige Klosterkirche Reinsdorf

### Innenraum und Ausstattung
Der Innenraum der Kirche wurde zu Beginn des 18. Jahrhunderts prunkvoll ausgestattet. Erwähnenswert ist die mit Stuckdekor versehene Decke, welche in Lorbeerkränzen mit geflügelten Putti die Deckengemälde rahmt. Dazwischen befindet sich Bandel- und Rankenwerk mit Engelsflüchten. Auf den Deckengemälden sind Szenen aus dem Leben Christi und Engelsfiguren dargestellt. 
Der hölzerne Altaraufsatz mit dem großen Bild einer Gethsemanedarstellung wird von ionischen Säulen und Pilastern gerahmt. Über dem Gebälk des Altars befindet sich ein kleiner Aufsatz mit einem ovalen Bild mit der Darstellung des auferstandenen Christus. Beidseitig davon befindet sich je ein geschnitzter Engel. 
In der Kirche steht eine große neuneckige spätgotische Sandsteintaufe. 
Die schlichte hölzerne Kanzel befindet sich auf einer gewundenen Laubwerksäule. Die flachbogigen Öffnungen der ehemaligen Herrschaftsloge sind wie die Decke mit einem aufwendigen Stuckdekor verziert. In den Kreuzarmen der Kirche befinden sich mit Schnitzereien versehene Emporen. 
Die im Jahr 1740 von Johann Christoph Mocker II. geschaffene Orgel wurde 1828 von Gottlieb Schönburg aus Schafstädt revidiert und erweitert. 1994 wurde sie durch Voigt überholt und saniert. Sie besitzt 24 Register auf zwei Manualen und Pedal bei mechanischen Trakturen.